# Aplidium lenticulum
Aplidium lenticulum is een zakpijpensoort uit de familie van de Polyclinidae. De wetenschappelijke naam van de soort is voor het eerst geldig gepubliceerd in 1992 door Kott.